# Grigorowo (obwód archangielski)
Grigorowo (ros. Григорово) – wieś (dieriewnia) w Rosji, w obwodzie archangielskim, w rejonie kotłaskim. W 2010 liczyła 525 mieszkańców.